# Спортивный пистолет

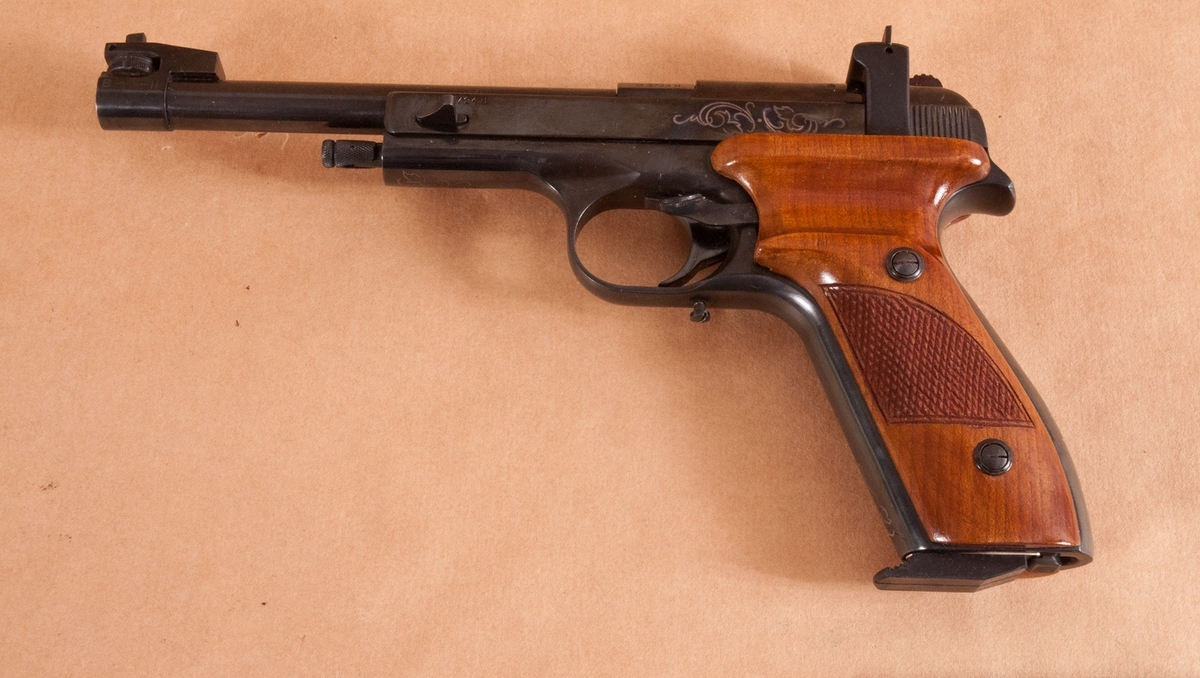
Спортивный пистолет Марголина МЦ.

Спортивный пистолет — разновидность спортивного оружия, относящаяся к семейству пистолетов, которая имеет технические и внешние отличия от пистолета тем, что очень кучно стреляет, и при этом имеет массу регулировок, позволяющих подстроиться под человека. Спортивные пистолеты, как и свои стандартные собратья, используются в положении стоя.

## Первыйроссийскийспортивный пистолет
Пистолет Марголина — советский самозарядный малокалиберный пистолет для спортивной стрельбы по круглой мишени на дистанции 25 метров
Разработан Михаилом Владимировичем Марголиным в 1946—1948 годах. Первые пять пистолетов были изготовлены в 1947 году. Аббревиатура МЦ означает «Марголина, целевой». Чертежи и документация были подготовлены в ЦКИБ СОО. Выпускался на Ижевском механическом заводе с 1948 по 1979 год. Пистолет выпускался в двух вариантах — с длинным и укороченным стволом.
Требования для использования на спортивных соревнованиях:
Прицел и длина прицельной линии: Разрешены только открытые прицелы. Длина прицельной линии не должна превышать 220 мм.
Масса: Максимальная масса спортивного пистолета в соответствии с соревновательным регламентом должна составлять 1400 граммов. Минимальной регламентированной массы нет. Однако, следует отметить, что в случае со спортивным пистолетом она технически не может быть меньше 1000 граммов.
Рукоять (рукоятка): Одним из ключевых требований является запрет на продление опоры ребра ладони до лучевой кости. Рукоять может быть выполнена из дерева. Стрельба без рукояти запрещена правилами соревнований.
Магазин и боеприпасы: Емкость магазина не должна превышать 5 патронов. Согласно правилам соревнований стрельба производится патронами 22 калибра (5,6 мм).